# Polmo Gniezno
Polmo Gniezno sp z o.o. – przedsiębiorstwo przemysłu metalowego którego początki sięgają 1919 roku, produkujące między innymi przekładnie zębate, mechanizmy różnicowe i skrzynie rozdzielcze do samochodów dostawczych, terenowych i ciągników rolniczych.
Współczesny zakład produkcyjny zlokalizowany jest w Gnieźnie, w dzielnicy Arkuszewo.
Spółka powstała w wyniku restrukturyzacji przedsiębiorstwa państwowego Polmo, w wyniku której znacznie zredukowano zatrudnienie i zmodernizowano park maszynowy.

## Produkty i usługi
- stożkowe przekładnie zębate do samochodów dostawczych, terenowych i ciągników rolniczych
- mechanizmy różnicowe do samochodów i ciągników
- skrzynie rozdzielczo-redukcyjne do samochodów terenowych
- walcowe koła zębate
- zawory zwrotne
- części zamienne do samochodów i maszyn
- usługi w zakresie badań metalograficznych, specjalistycznej obróbki cieplnej i mechanicznej

## Certyfikaty
Polmo Gniezno Sp. z o.o. jest producentem podzespołów i części wysokiej jakości zgodnej z normą ISO 9002 i potwierdzonej certyfikatem TÜV.
.